# Майкл Селл
Майкл Селл (англ. Michael Sell; нар. 23 серпня 1972, Берклі, Каліфорнія, США) — колишній американський тенісист.
Найвищу одиночну позицію світового рейтингу — 136 місце досяг 30 березня 1998, парну — 83 місце — 24 серпня 1998 року.
Найвищим досягненням на турнірах Великого шолома було 2 коло в одиночному та парному розрядах.

## Титули на челленджерах

### Одиночний розряд: (3)
| Ранг | Рік  | Турнір                          | Покриття | Суперник у фіналі  | Рахунок у фіналі |
| ---- | ---- | ------------------------------- | -------- | ------------------ | ---------------- |
| 1.   | 1997 | Бронкс, Сполучені Штати Америки | Тверде   | Джанлука Поцці     | 3–6, 6–4, 6–3    |
| 2.   | 1997 | Седона, Сполучені Штати Америки | Тверде   | Гленн Вейнер       | 6–4, 6–4         |
| 3.   | 1999 | Пуебла, Мексика                 | Тверде   | Алехандро Ернандес | 7–6(7–5), 7–5    |

### Парний розряд: (11)
| Ранг | Рік  | Турнір                                        | Покриття | Партнер        | Суперники у фіналі           | Рахунок у фіналі        |
| ---- | ---- | --------------------------------------------- | -------- | -------------- | ---------------------------- | ----------------------- |
| 1.   | 1996 | Монтеррей, Мексика                            | Тверде   | Саргис Саргсян | Кевін Ульєтт Майлз Вейкфілд  | 6–2, 3–6, 6–3           |
| 2.   | 1996 | Остін (Техас), Сполучені Штати Америки        | Тверде   | Саргис Саргсян | Т.Дж. Міддлтон Браян Шелтон  | 7–5, 7–6                |
| 3.   | 1997 | Віннетка, Сполучені Штати Америки             | Тверде   | Майлз Вейкфілд | Чад Кларк Вен Еллвуд         | 6–3, 7–6                |
| 4.   | 1997 | Урбана, Сполучені Штати Америки               | Тверде   | Кевін Ульєтт   | Мотомура Гоїті Судзукі Такао | 3–6, 7–6, 6–2           |
| 5.   | 1997 | Делрей-Біч, Сполучені Штати Америки           | Тверде   | Кевін Ульєтт   | Орен Мотевассел Данієле Муза | 6–3, 6–3                |
| 6.   | 1997 | Лас-Вегас, Сполучені Штати Америки            | Тверде   | Девід Ділуша   | Paul Goldstein Джим Томас    | 6–4, 6–4                |
| 7.   | 1998 | Салінас, Еквадор                              | Тверде   | Девід Ділуша   | Маріано Худ Себастьян Прієто | 7–6, 6–4                |
| 8.   | 1998 | Сан-Антоніо, Сполучені Штати Америки          | Тверде   | Девід Ділуша   | Майкл Гілл Скотт Гамфріс     | 6–3, 6–1                |
| 9.   | 1999 | Lexington Challenger, Сполучені Штати Америки | Тверде   | Габріель Тріфу | Скотт Гамфріс Кевін Кім      | 7–6(7–4), 6–7(5–7), 6–4 |
| 10.  | 1999 | Х'юстон, Сполучені Штати Америки              | Тверде   | Девід Ділуша   | Боббі Кокавец Жоселін Робішо | 7–6(10–8), 6–0          |
| 11.  | 2000 | Талса, Сполучені Штати Америки                | Тверде   | Енріке Абароа  | Габріель Тріфу Гленн Вейнер  | 5–7, 6–4, 6–2           |